# همگرایی فزاینده فناوری‌های خاص
همگرایی فزاینده فناوری های خاص شناخت وضعیت آینده و اقدام به موقع، رمز موفقیت در دنیای رقابتی امروز است.  فناوری همگرا که بی شک آینده انسان و کیفیت زندگی وی را متحول نموده از دیدگاه‌‌رفاه‌اجتماعی از اهمیت زیادی برخوردار است.
فناوری‌های همگرا، به مجموعه‌ای از چهار فناوری:  اطلاعات، زیستی، شناختی و نانو گفته می‌شود که در ترکیب علوم توانسته‌اند نیازهایی از جامعه را پاسخ گویند که تا قبل از این بشر در پاسخگویی به آن ناتوان بوده است.
در حقیقت قابلیت ویزه همگرایی همین نتایج شگرف از فناوری‌ها است. در تعریف همگرایی بر دو وجه هم‌افزایی و یکپارچگی تاکید شده است. هم افزایی به مفهوم افزایش تعامل دو فناوری در یک ویژگی مشترک و یکپارچگی به معنی یکی کردن و نزدیک کردن فناوری ها است!
در دنیای دیجیتال امروزی فناوری‌ها نه تنها با هم تداخل ندارند بلکه با نزدیک شدن در وجوه مشابه و همگرا شدن در موارد نزدیک به‌هم، دچار همگرایی فزاینده ای می شوند که تنها وجوه بیشتری از فناوری را پوشش می دهد بلکه با تعامل با هم موارد را متحول می نمایند.